# Chaignay
Chaignay är en kommun i departementet Côte-d'Or i regionen Bourgogne-Franche-Comté i östra Frankrike. Kommunen ligger i kantonen Is-sur-Tille som tillhör arrondissementet Dijon. År 2022 hade Chaignay 500 invånare.

## Befolkningsutveckling
Antalet invånare i kommunen Chaignay
Referens:INSEE